# سامسونگ ئی۱۱۲۰
سامسونگ ای۱۱۲۰ یک‌نمونه از گوشی‌های تلفن همراه سری E شرکت سامسونگ می باشد که توسط همین شرکت به بازار عرضه شده‌است.